# Тризна (фільм)
«Тризна» (інша назва: «Кулагер») — радянський художній фільм 1972 року, знятий режисером Булатом Мансуровим на кіностудії «Казахфільм».

## Сюжет
Поетична драма. За мотивами поеми Ілляса Джансугурова «Кулагер». ХІХ століття. Казахський поет Ахан-Сер на своєму коні Кулагері приїжджає на поминальний ас на честь померлого володаря Сагінайбая. За традицією цього дня влаштовуються перегони. Перемога у змаганні дає право вимагати від спадкоємця влади покійного виконання будь-якого бажання. Ахан, який мріє звільнити бунтівників, засуджених до страти, садить на Кулагера свого прийомного сина.

## У ролях
- Каргамбай Сатаєв — Ахан-сері
- Кененбай Кожабеков — Батираш
- Байтен Омаров — Куренбай
- Шахан Мусін — Сал
- Алішер Сулейменов — син Ахана-сері
- А. Борибаєв — Сайкимазак
- Дарига Тлендієва — еркекшора
- Атайбек Жолумбетов — Каракші
- Канабек Байсеїтов — Бі
- Бібіза Куланбаєва — епізод
- Б. Бурделін — епізод
- Ж. Шанін — епізод
- Єлубай Умурзаков — епізод
- А. Бектасов — епізод
- Т. Юлдашев — епізод
- Райхан Айтшкіранова — епізод
- Валентина Ковальська — епізод

## Знімальна група
- Режисер — Булат Мансуров
- Сценаристи — Булат Мансуров, Аскар Сулейменов
- Оператор — Віктор Осенніков
- Композитор — Нургіса Тлендієв
- Художник — Сахі Романов